# Ferario Spasov
Ferario Ivanov Spasov (en bulgare : Ферарио Спасов), né le 20 février 1962 à Doupnitsa et décédé le 11 novembre 2023 à Sheremetya, était un joueur et entraineur de football bulgare.

## Biographie

### Carrière de joueur (1979-1993)
Ferario Spasov a évolué en tant que milieu de terrain à l'Osam Lovetch et au PFK Spartak Pleven.

### Carrière de manager (1994-2023)

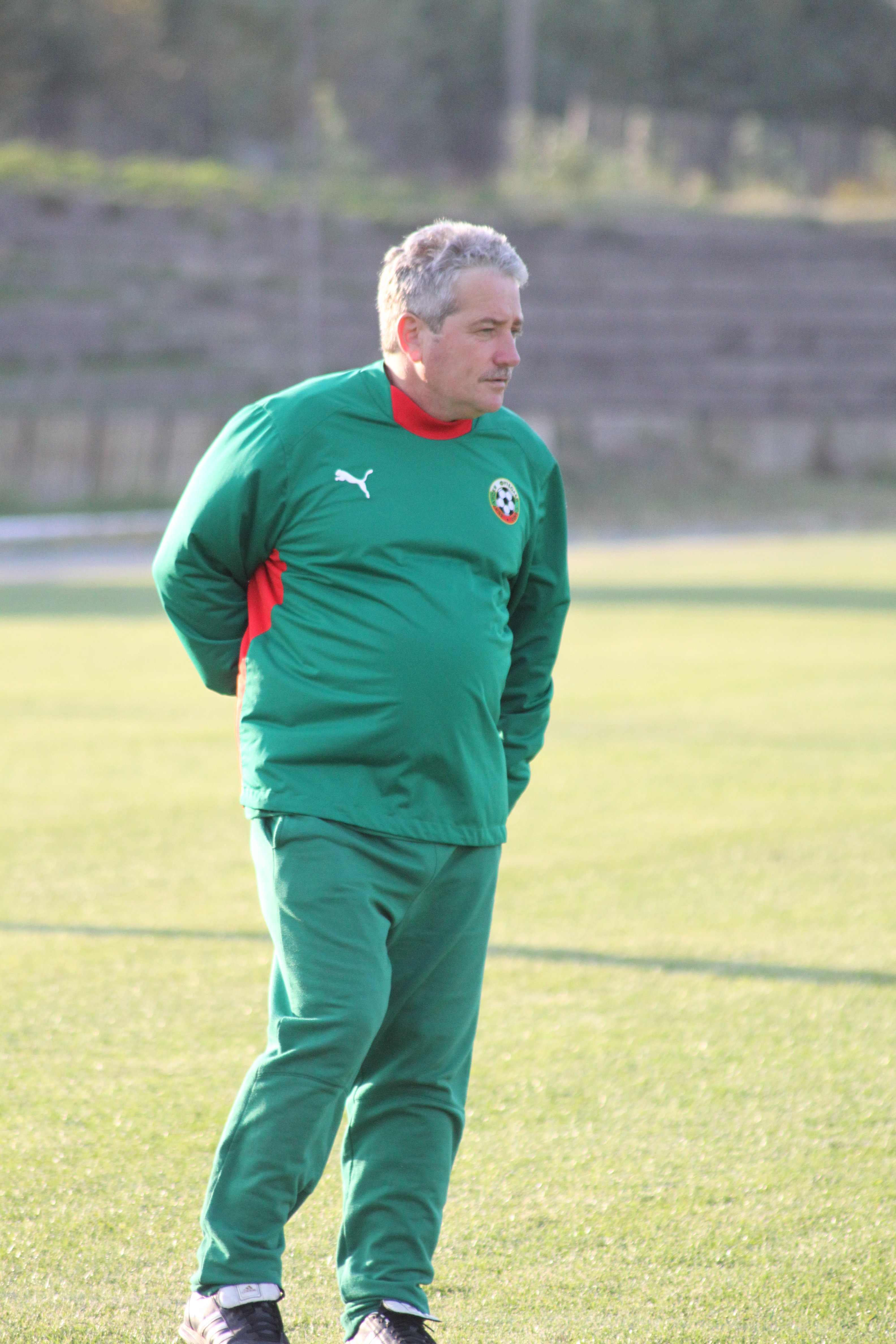
Spasov avec la Bulgarie U17

Spasov était entraineur des clubs bulgares suivants: Olimpik Teteven, Litex Lovetch, Spartak Varna, CSKA Sofia, Dunav Ruse, Équipe de Bulgarie U17, Botev Plovdiv, Montana, Etar Veliko Tarnovo, Spartak Pleven, Beroe Stara Zagora, FC Sevlievo et Dunav Lom.
C'est avec le Litex Lovetch qu'il remportera ses plus grands succès en tant qu'entraineur avec le titre de champion de Bulgarie 1998-1999 et la coupe nationale 2000-2001.

## Décès
Le 11 novembre 2023, alors qu'il revenait d'un match de son équipe du Dunav Lom pour regagner son domicile à Lovetch, il est victime d'un accident de voiture près de Veliko Tarnovo qui lui coûtera la vie à l'âge de 61 ans.

## Honneurs
Litex Lovech
- Groupe A bulgare : 1998–99
- Coupe de Bulgarie : 2000-2001